# Scouse

Umístění Liverpoolu a přilehlých oblastí na mapě Spojeného království

Scouse (/skaʊs/) je přízvuk a dialekt angličtiny, který je spojován s anglickým městem Liverpool a jeho blízkým okolím. Oficiálně se nazývá Liverpool English nebo Merseyside English a výrazně se liší od ostatních anglických dialektů díky vlivu, který na něj měli irští a velšští přistěhovalci a skandinávští námořníci. Mluvčí tohoto přízvuku si říkají scousers; slovo odvodili od scouse, tradičního dušeného pokrmu, který mají v oblibě námořníci.
Přízvuk v centru Liverpoolu a severních čtvrtích je obvykle popisován jako rychlý, drsný a nosový, zatímco přízvuk z jižního předměstí, kterým mluvili i Beatles, je pomalejší a měkčí. Mnoho Britů sice scouse považuje za jeden z nejméně oblíbených přízvuků kvůli jeho obtížnosti, ale v anketách, které porovnávají přízvuky podle jejich přátelskosti a přívětivosti, se mu naopak obvykle daří.

## Etymologie
Pojem scouse je zkrácenou formou slova lobscouse (česky labskaus), jehož původ není přesně znám. Slovo odkazuje na stejnojmenný dušený pokrm, který s oblibou jedí námořníci, a je příbuzné s norským lapskaus, švédským lapskojs, dánským labskovs (skipperlabskovs) a s dolnoněmeckým labskaus. Chudší obyvatelé Liverpoolu v 19. století labskaus jedli často, protože se jednalo o levné jídlo, a podle toho pro ně vzniklo označení scousers. Podle Alana Crosbyho se v Británii označení rozšířilo až díky popularitě sitcomu Till Death Us Do Part (1965 – 1975) z televizní stanice BBC, v němž se hádal scouser s mluvčím dalšího výrazného přízvuku – cockney.

## Historie
Liverpool se z původní rybářské vesnice přeměnil na přístav, který obchodoval zejména s Irskem. V 18. století se z něj postupně stalo obchodní a průmyslové centrum mezinárodního významu, a ve městě se tak začaly míchat dialekty námořníků a obchodníků z různých koutů světa. Ke vzniku scouse přispěl především vliv skandinávských námořníků a přistěhovalců ze severního Walesu a z Irska (zejména z Dublinu). První psaná zmínka o charakteristickém liverpoolském přízvuku pochází z roku 1890.
Vznik liverpoolského přízvuku byl však dlouhodobý proces – až do poloviny 19. století ve městě převažoval přízvuk typický pro celý Lancashire. Například komik a herec Robb Wilton (1881 – 1957) mluvil s lancashirským přízvukem, přestože pocházel z liverpoolské čtvrti Everton.
Průzkum anglických dialektů v 50. letech 20. století zaznamenal ve městě Halewood u Liverpoolu pouze tradiční lancashirský dialekt a neodhalil žádné známky vlivu scouse. Fonetik John C. Wells poté napsal v knize The Linguistic Atlas of England, která byla hlavním výstupem průzkumu, že „scouse prakticky ani neexistuje“.
Jazykovědec Gerald Knowles z univerzity v Leedsu v rozsáhlé studii z roku 1973 identifikoval klíčový problém v tehdejším výzkumu scouse: tradiční výzkum dialektů se soustředil na vývoj z jednoho jazyka, ale scouse (stejně jako mnoho dalších městských dialektů) vznikl interakcí mezi větším počtem jazyků, což ho činí v mnoha ohledech unikátním.
Podle Knowlese začala liverpoolská angličtina nabývat podoby, v jaké ji známe dnes, někdy mezi lety 1830 a 1889. Toto období se shoduje s největším populačním růstem, kdy do města přicházeli ve značném počtu Irové. Ti se tehdy usadili převážně v centru města a odtud se šířil jejich vliv na tamní přízvuk.
Knowles také vyjádřil domněnku, že by nosový charakter přízvuku mohl být důsledkem špatného zdravotního stavu obyvatelstva v 19. století, kdy mnoho lidí dlouhodobě trpělo nachlazením, což vedlo k nosovému přízvuku, který se následně začaly učit děti a který začali napodobovat i přistěhovalci. Scousers mají tendenci mluvit ve vyšší tónině než většina ostatních anglicky mluvících lidí.

## Fonologie

### Samohlásky
- Díky fenoménu zvanému nurse-square merger mají páry slov jako fair-fur, stare-stir a pair-purr stejnou výslovnost samohlásky: většinou se vyslovuje jako /e:/, ale může jít i o /ɜ:/.[19]
- Stejně jako další dialekty severní Anglie ani scouse nerozlišuje mezi FOOT a STRUT samohláskami, a slova jako cut /kʊt/, luck /lʊk/ and up /ʊp/ se tak vyslovují s fonémem /ʊ/ stejně jako bull, foot a put.[19]
- Slova jako grass /gras/, bath /baθ/ a sample /sampl/ jsou vyslovována s krátkým /a/ místo dlouhé samohlásky, stejně jako tomu je u většiny ostatních dialektů severní Anglie.[19]

### Souhlásky
- Obyvatelé Liverpoolu často vynechávají písmeno H na začátku slov jako hear, high nebo house. Jedná se o jev, který je běžný na severu Anglie a v mnoha méně prestižních přízvucích, jako je například cockney.[19]
- Nejvýraznějším znakem liverpoolské angličtiny je specifická výslovnost souhlásek /p, t, k/, které se v určitých situacích mohou změnit na frikativní souhlásky. Slova jako book /bʊx/ a expect /ɪkˈspext/ pak mohou končit zvukem podobným českému /ch/.[19]

## Scouse a prestiž
Přibližně v první polovině 20. století se liverpoolská angličtina začala uznávat jako přízvuk s charakteristickými rysy a povědomí o její existenci se rozšířilo po celé Británii.
Na konci 2. světové války se obyvatelé Liverpoolu proslavili svým humorem a v celostátním rádiu začalo vystupovat mnoho liverpoolských komiků. Někteří z nich se snažili svůj přízvuk maskovat, ale jiní se za něj nestyděli – například Tommy Handley. Později začali být s pohotovým liverpoolským humorem neodvratně spojováni i Beatles; právě oni v popularizaci scouse sehráli velkou roli.
V 50. letech 20. století město postihl hospodářský úpadek, který pokračoval až do 80. let. To se podepsalo na popularitě přízvuku, protože začal být spojován s chudým průmyslovým městem a dělnickou třídou. Od té doby Liverpool prochází pomalou ekonomickou i kulturní obnovou a podle zdrojů, které zkoumají současnou liverpoolskou angličtinu, se pověst scouse v posledních dekádách opět zlepšila. Jazykovědec Marten Juskan dokonce tvrdí, že „scouse koncem 90. let 20. století získal jakousi skrytou prestiž a rozšířil se nejen do Birkenheadu, ale i do venkovštějších oblastí Merseyside“. Termín skrytá prestiž v souvislosti s dialekty zavedl William Labov pro označení situace, kdy nestandardnímu dialektu (v tomto případě liverpoolské angličtině) dávají mluvčí přednost před výslovnostním standardem díky jeho skrytým hodnotám, jako je například možnost vyjádření solidarity s komunitou. Nyní se scouse stal pro mnohé mladé obyvatele Liverpoolu módním doplňkem, který mohou kultivovat, a způsobem, jak vyjádřit svou identitu.